# Michael Lansing
Michael Lansing (født 13. juni 1994) er en amerikansk fodboldspiller, der spiller for AC Horsens.

## Karriere
Han startede sin seniorkarriere i den danske 1. divisions klub Vejle Boldklub. Han fik sin debut i en pokalkamp mod serieklubben Tjæreborg 2016, og 27. oktober 2016 fik han i udekampen på Castus Park i Herfølge med et clean sheet i 3-0 sejren over HB Køge divisionsdebut.
Den 26. januar 2017 blev det offentliggjort, at Michael Lansing skiftede til AaB fra 1. juli 2017, hvor han skrev under på en toårig kontrakt.
I juni 2019 skrev Lansing under på en kontrakt med AC Horsens.